# Dermaleipa daseia
Dermaleipa daseia là một loài bướm đêm trong họ Erebidae.